# 도쿄 국제공항
도쿄국제공항(일본어: 東京国際空港、とうきょうこくさいくうこう, 영어: Tokyo International Airport)은 일본 도쿄도 오타구에 있는 공항으로 보통 이 일대의 옛 지명을 따라 하네다 공항(일본어: 羽田空港, 영어: Haneda Airport)이라고 불리고 있으며 현재까지도 이용객 수 기준으로 일본 최대이자 아시아에서 2번째로 북적이는 공항으로 손꼽힌다.

## 특징
오랫동안 일본을 대표하는 국제공항으로 널리 알려졌으나 1978년 5월 21일에 개항한 나리타 국제공항으로 국제선을 이관한 후에는 주로 국내선을 위주로 운영해 왔다.
하지만 양 공항이 멀리 떨어져 있어서 일본 국내선에서 국제선 간 환승에 불편을 초래하는 문제점이 발생했고 나리타 국제공항 역시 주민들의 알박기 등으로 확장을 제때 하지 못하는 문제가 발생하자 일본 당국은 최근 이 공항의 확장을 통하여 이 공항에도 상당수의 국제선 기능을 추가하기로 하였다. 
2009년 당시 하네다 국제공항은 한 해 동안 6,190만 명이 이용하여 세계에서 5번째로 이용객이 많은 공항이었으며 최근 국제선 기능의 재확대로 이용객은 더 늘어날 것으로 예상되며 특히 하네다 - 삿포로 노선은 김포국제공항과 제주국제공항 노선에 이어 세계에서 붐비는 항공 노선 중 하나로 알려져 있다.
그리고 항공 평가 기관 중 가장 공신력 있는 스카이트랙스에 따르면 2025년 세계 최고의 공항 순위에서 싱가포르 창이 공항, 도하 하마드 국제공항에 이어 3위에 오른 것은 물론 센트레아 나고야 주부 국제공항과 함께 일본 최초의 5성급 공항으로 선정되었다.

## 역사

### 개항과 아시아의 관문
1931년 도쿄만 앞 부지에 처음 조성된 뒤 하네다 공항이 건설되기 전 현재 하네다 공항이 있는 지역은 아나모리이나리 신사를 중심으로 한 휴양지로 번성했고 당시 도쿄의 주요 공항은 다치카와 비행장이었으며 제2차 세계 대전 종전 후 미군 공군 기지로 사용되어 오다가 한국 전쟁 중에는 중요한 수송 기지로 활용되기도 했다. 
한편 1947년 노스웨스트 항공이 미국 본토를 연결하는 노선을 최초로 개설한 뒤 동시에 이 공항을 통하여 대한민국, 필리핀, 대만(1950년 이후 본토 노선 상실) 노선을 연결하였고 1951년에는 일본항공이 이 공항에 일본 국내선을 개설하였다.
1952년 미군 기지의 일부가 민간 공항 부지가 되면서 하네다 국제공항으로 정식 개항한 이후 1958년 나머지 미군 기지 부분도 모두 일본 정부에 반환되었고 그 뒤 하네다 국제공항은 일본 경제의 성장과 함께 이용객과 취항 노선 수가 크게 증가하였다. 
세계 주요 도시와의 항공 노선이 속속 개설되었고 동시에 주변 아시아 각국의 주요 도시와 연결되는 노선도 확충되면서 일본의 관문인 동시에 세계와 아시아를 연결하는 관문으로도 크게 알려졌는데 이후 자국에서 열린 1964년 하계 올림픽을 위해 대규모 확장 공사가 있었고 도쿄 모노레일이 공항과 바로 연결되어 시내와의 교통도 더욱 편리해졌다.
그러나 도쿄만 앞의 부지에 위치하여 확장에 한계가 있었고, 급증하는 항공교통 수요를 따라잡을 수 없게 되자 일본 당국은 도쿄 교외의 더 넓은 부지에 새로운 공항을 건설하기로 결정했는데 바로 지바현 나리타시 일대가 새 공항 부지로 결정되었다.

### 나리타 국제공항의 개항과 도쿄 국제공항의 국제선 기능 이전
1978년 5월 도쿄도 동쪽의 지바현 나리타시에 개항한 나리타 국제공항으로 국제선을 이관한 후 도쿄 국제공항은 국내선 전용 공항으로 그 기능이 변경되었지만 이용객들이 많은 호놀룰루 노선은 얼마간 존속하였고 대만행 노선은 중국과의 정치적인 문제로 나리타 국제공항에 취항하지 못해 도쿄 국제공항에 남겨 두었다가 2002년이 되어서야 나리타 국제공항으로 이전하였다.
국제선 기능 이전에도 하네다 공항은 일본 전국을 연결하는 최대의 국내선 공항으로 널리 이용되었고 1993년 9월에는 신 국내선 터미널 빌딩(제1 터미널 빌딩)을 완공했으며 동 터미널을 운영하는 일본 공항 빌딩이 이에 대해 빅 버드(Big Bird)라고 하는 애칭을 붙였으나 현재는 하네다 공항 여객터미널의 별칭으로 이용되고 있다.
이와 같이 국내선 공항으로 널리 이용되었으나 일본의 타 지역에서 나리타 국제공항을 오가는 국제선 노선을 이용할 경우 나리타까지 이동하는 데 불편을 초래하는 문제점이 끊임없이 제기되었는데 오사카 간사이 국제공항 등을 이용할 수도 있었으나 공항 사용료가 비싼 편인 간사이 국제공항의 이용에도 한계가 있던 것이었다.
이에 따라 일본 타 지역에서는 대한민국으로 넘어가 인천국제공항에서 환승하는 것이 오히려 더 편리한 경우도 많다고 하면서 일본 내에서 더욱 논란의 대상이 되었다.

### 도쿄 국제공항의 국제선 기능 부활

도쿄 국제공항의 활주로와 터미널

하네다 국제공항에 취항하던 호놀룰루 노선과 타이베이 노선도 2002년에 나리타로 이전하면서 하네다에는 국제선 노선이 완전히 자취를 감췄다가 이듬해인 2003년 12월 도시 간 이동 편리를 위한 셔틀노선으로 김포 - 하네다 국제선 노선이 다시 생겨나기 시작했다. 
이후 셔틀 노선은 중국 베이징 난위안 공항(후에 베이징 수도 국제공항으로 변경)과 상하이 훙차오 국제공항으로도 확대되었으며 현재 일본항공과 전일본공수의 서울 노선은 김포 - 하네다가 유일무이하며 2013년 나리타의 대한민국 방면 노선에 대하여 운수권 제한이 전면 해제된 후 양 항공사 모두 인천 - 나리타 노선을 단항했다. 
그리고 일본항공은 부산 - 나리타 노선을 남기며 나리타 방면 대한민국 노선을 남겼으나 코로나19 범유행의 여파로 부산 - 나리타 노선은 운항이 전면 중단됐다.
현재 하네다행 노선은 나리타행 노선과 달리 대한민국과 일본 양국의 항공자유화지역 중 유일하게 운수권이 걸려 있기 때문에 부산행 정기편이 하네다에 취항하지 못하며 이는 하네다로 이동하는 국제선들이 증가하는 현재 상황에 유연하게 대응할 수 없는 원인이 되고 있다.
2011년 6월 일본 국토교통성이 도쿄 국제공항의 확장을 발표함에 따라 기존 터미널의 북서쪽에 새로운 8개의 게이트 부두, 국제선 터미널, 호텔, 확장체크인, 세관, 입국장, 검역실, 수하물 수취 시설이 2014년 3월 완공되었으나 2020년 전 세계를 강타한 코로나19의 여파로 일본 정부가 국제선을 오고갈 수 있는 공항을 나리타와 간사이 노선으로 제한하면서 한동안 하네다의 국제선 운영이 중단되었다.

## 운영 터미널
제1 여객터미널은 1993년 신국내선 터미널 빌딩으로 영업을 개시한 뒤 2004년 12월 1일에는 제2 여객터미널 빌딩이 영업을 시작했으며 이와 동시에 전일본공수 및 전일본공수와 업무 제휴하고 있는 홋카이도 국제항공의 국내선 업무가 동터미널로 이전했다. 
같은 해 12월 21일에는 제1 여객터미널 빌딩에 남아 있던 일본항공이 종래 사용하고 있던 동터미널 남쪽에 가세하면서 전일본공수 등이 사용하고 있던 북쪽 윙의 사용을 개시했으며 그 이전인 2006년 4월 1일부터 스카이넷 아시아 항공도 제2 여객터미널로 이전했다.
- 제1 여객 터미널은 일본항공 그룹, 및 스카이마크 항공, 스타플라이어
- 제2 여객 터미널은 일본항공 그룹 및 홋카이도 국제항공, 스카이넷 아시아 항공, 스타플라이어
- 국제선 터미널은 일본항공, 전일본공수, 대한항공, 아시아나항공, 중국동방항공, 중국국제항공, 상하이 항공

## 운항 노선

### 국제선
| 항공사                 | 목적지 |
| ---------------------- | --- |
| 일본항공               | 광저우, 뉴욕(JFK), 다롄, 댈러스(포트워스), 도하, 런던(히드로), 로스앤젤레스, 마닐라, 모스크바(셰레메티예보), 방콕(수완나품), 베이징(수도), 샌프란시스코, 서울(김포), 상하이(푸둥, 훙차오), 시드니, 시카고(오헤어), 싱가포르, 타이페이(쑹산), 샌프란시스코, 파리(샤를 드 골), 호놀룰루, 호치민,, 홍콩(첵랍콕) 전세편: 로마, 밀라노(말펜사)                                                                                                |
| 전일본공수             | 광저우, 뉴욕(JFK), 델리, 로스앤젤레스, 마닐라, 뮌헨, 모스크바(도모데도보), 밀라노(말펜사), 방콕(수완나품), 밴쿠버, 베이징(수도), 빈, 런던(히드로), 산호세, 상하이(푸둥, 훙차오), 서울(김포), 샌프란시스코, 선전, 스톡홀름(알란다), 시드니, 시애틀(터코마), 시카고(오헤어), 싱가포르, 이스탄불(아르나부코이), 자카르타(수카르노 하타), 쿠알라룸푸르, 타이페이(쑹산), 파리(샤를 드 골), 칭다오, 호치민, 홍콩(첵랍콕), 휴스턴(인터콘티넨털) |
| 피치 항공              | 상하이(푸둥), 서울(인천), 타이베이(타오위안) |
| 대한항공               | 서울(김포, 인천) |
| 아시아나항공           | 서울(김포, 인천) |
| 제주항공               | 서울(인천) |
| 중국국제항공           | 베이징(수도) |
| 중국남방항공           | 광저우, 구이양 |
| 중국동방항공           | 상하이(푸둥, 훙차오) |
| 상하이 항공            | 상하이(푸둥, 훙차오) |
| 스프링 항공            | 상하이(푸둥) |
| 오케이 항공            | 톈진 |
| 준야오 항공            | 상하이(푸둥) |
| 톈진 항공              | 톈진 |
| 하이난 항공            | 베이징(수도) |
| 캐세이퍼시픽 항공      | 홍콩(첵랍콕) |
| 홍콩 익스프레스 항공   | 홍콩(첵랍콕) |
| 중화항공               | 타이페이(쑹산) |
| 에바 항공              | 타이페이(쑹산) |
| 타이거 항공 타이완     | 타이페이(타오위안) |
| MIAT 몽골 항공         | 울란바토르 |
| 타이 항공              | 방콕(수완나품) |
| 에어아시아 X           | 쿠알라룸푸르 |
| 베트남 항공            | 하노이 |
| 비엣젯 항공            | 다낭 |
| 싱가포르 항공          | 싱가포르 |
| 가루다 인도네시아 항공 | 자카르타(수카르노 하타) |
| 필리핀 항공            | 마닐라 |
| 에미레이트 항공        | 두바이 |
| 카타르 항공            | 도하 |
| 터키항공               | 이스탄불(아르나부코이) |
| 영국항공               | 런던(히드로) |
| 에어프랑스             | 파리(샤를 드 골) |
| ITA 항공               | 로마(피우미치노) |
| 루프트한자             | 뮌헨, 프랑크푸르트 |
| 스칸디나비아 항공      | 코펜하겐 |
| 핀에어                 | 헬싱키 |
| 에어캐나다             | 토론토(피어슨) |
| 아메리칸 항공          | 로스앤젤레스 |
| 델타 항공              | 디트로이트, 로스엔젤레스, 미니애폴리스(세인트폴), 시애틀(터코마), 애틀랜타, 포틀랜드, 호놀룰루 |
| 유나이티드 항공        | 뉴어크, 로스앤젤레스, 샌프란시스코, 시카고(오헤어), 워싱턴(덜레스) |
| 하와이안 항공          | 코나, 호놀룰루 |
| 콴타스 항공            | 시드니 |

### 국내선
1 터미널
| 항공사          | 목적지 |
| --------------- | --- |
| 일본항공        | 가고시마, 고치, 구마모토, 구시로, 기타큐슈, 나가사키, 나고야(주부), 나카시볘쓰, 다카마쓰, 도쿠시마, 메만베츠, 미사와, 마쓰야마, 미야코, 삿포로(신치토세), 시라하마, 아사히카와, 아마미오, 아오모리, 아키타, 야마가타, 오사카(간사이, 이타미), 오비히로, 오이타, 오키나와, 우베, 이시가키, 이즈카, 하코다테, 후쿠오카, 히로시마 |
| 스카이마크 항공 | 가고시마, 고베, 나가사키, 오키나와, 삿포로(신치토세), 후쿠오카 |
| 스타플라이어    | 기타큐슈, 오사카(간사이) |

2 터미널
| 항공사        | 목적지 |
| ------------- | --- |
| 전일본공수    | 가고시마, 고베, 고치, 구마모토, 구시로, 나가사키, 기타큐슈, 다카마쓰, 도야마, 도쿠시마, 돗토리, 메만베츠, 마쓰야마, 몬베쓰, 미야자키, 미야코, 사가, 쇼나이, 삿포로(신치토세), 아키타, 와지마, 왓카나이, 오다테(노시로), 오비히로, 오사카(간사이, 이타미), 오카야마, 오키나와, 요나고, 이와미, 이시가키, 이와쿠니, 하코다테, 하코다테, 하치조, 후쿠오카, 히로시마 |
| 솔라시드 항공 | 가고시마, 구마모토, 미야자키, 나가사키, 오이타 |
| AIRDO         | 구시로, 메만베츠, 삿포로(신치토세), 아사히카와, 오비히로, 하코다테 |
| 스타플라이어  | 기타큐슈, 오사카(간사이) |

### 화물 노선
| 항공사            | 목적지                                                                                 |
| ----------------- | -------------------------------------------------------------------------------------- |
| ANA 카고          | 베이징(수도), 사가, 삿포로, 상하이(훙차오), 서울(인천), 오사카(간사이), 타이페이(쑹산) |
| 대한항공 카고     | 서울(인천)                                                                             |
| 아시아나항공 카고 | 서울(인천)                                                                             |
| 중국국제항공 카고 | 베이징(서우두)                                                                         |
| 중국남방항공 카고 | 베이징(서우두)                                                                         |
| 중국화물항공      | 상하이(훙차오)                                                                         |
| 홍콩 항공 카고    | 홍콩                                                                                   |
| 중화항공 카고     | 타이페이(쑹산)                                                                         |
| 에바 항공 카고    | 타이페이(타오위안)                                                                     |

## 통계
| 년                                                               | 승객 (수)  | 착륙    | 화물 (톤) | 처리 (kg)   |
| ---------------------------------------------------------------- | ---------- | ------- | --------- | ----------- |
| 1997 (헤이세이 9)                                                | 49,302,268 | 109,593 | 583,912   | 112,584,991 |
| 1998 (헤이세이 10)                                               | 51,240,704 | 118,214 | 586,144   | 107,047,595 |
| 1999 (헤이세이 11)                                               | 54,338,212 | 121,059 | 615,108   | 109,222,690 |
| 2000 (헤이세이 12)                                               | 56,402,206 | 128,197 | 656,710   | 113,038,970 |
| 2001 (헤이세이 13)                                               | 58,692,688 | 135,202 | 609,460   | 115,665,106 |
| 2002 (헤이세이 14)                                               | 61,079,478 | 141,337 | 592,833   | 114,467,148 |
| 2003 (헤이세이 15)                                               | 62,876,182 | 149,456 | 613,589   | 109,147,365 |
| 2004 (헤이세이 16)                                               | 62,291,405 | 152,673 | 651,422   | 122,694,123 |
| 2005 (헤이세이 17)                                               | 63,303,843 | 154,540 | 672,465   | 126,206,582 |
| 2006 (헤이세이 18)                                               | 66,089,277 | 162,025 | 700,284   | 136,980,848 |
| 2007 (헤이세이 19)                                               | 66,823,414 | 165,909 | 719,895   | 132,451,925 |
| 2008 (헤이세이 20)                                               | 66,707,213 | 169,806 | 772,617   | 76,787,209  |
| 2009 (헤이세이 21)                                               | 61,934,302 | 167,858 | 733,178   | 56,673,002  |
| 2010 (헤이세이 22)                                               | 64,211,074 | 171,402 | 818,806   | -           |
| 출처 : 민간 항공 관리국, 국토, 교통 관광부(1997~2006년, 2007–09) |            |         |           |             |
| 출처 : 국제공항 협의회 2010(Landings = Movements / 2))           |            |         |           |             |

## 교통

### 버스
- 도쿄도 (히노·하치오지·다카오, 신주쿠역, 게이오 다마센터, 이케부쿠로, 시부야역, 도요초, 시부아역, 오모리역, 마치다 버스터미널, 오다이바, 빅아리아케, 가사이역, 노가타, 나카노, 오모리역, 시사이드역, 키타센쥬역)
- 가나가와현 (신요코하마역, 다마플라자역, 요코하마역(Y-CAT), 오후나역, 가와사키역, 센터북스테이션)
- 지바현 (이나게, 요쓰카이도, 신우라야스 지구, 나리타 국제공항, 기미츠, 소가역, 치바추오, 가시와역, 도쿄 디즈니리조트, 모바라역, 가즈사우시쿠역)
- 사이타마현 (도코로자와, 사카도, 신린코엔, 구마가야, 가고하라 지구, 소카역, 신코시가와역)
- 군마현 (다카사키, 이세자키, 마에바시, 오이즈미)
- 도치기현 (우츠노미야, 구로사키)
- 이바라키현 (미토, 히타치 지구, 츠쿠바센터)

### 철도
- 게이큐 공항선

하네다 공항 제3터미널역, 하네다 공항 제1·제2터미널역
- 도쿄 모노레일 하네다 선

하네다 공항 제1터미널역, 하네다 공항 제2터미널역,
 하네다 공항 제3터미널역

### 택시
- 전세 택시, 택시 승합차, 도쿄 시내, 가와사키, 요코하마, 택시

## 사건 및 사고
- 대한항공 2708편 화재 사고

## 사진

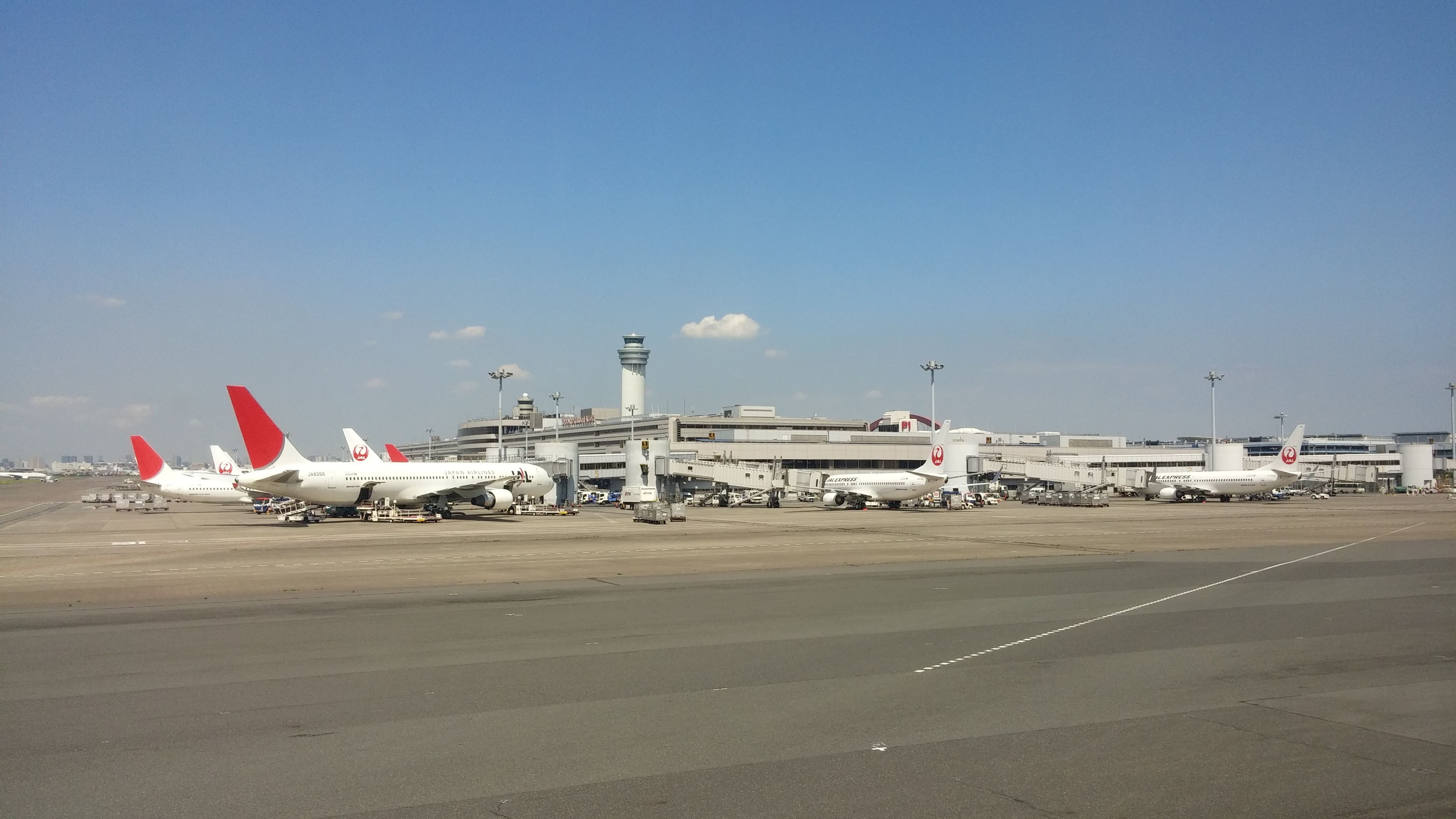
하네다 국제공항
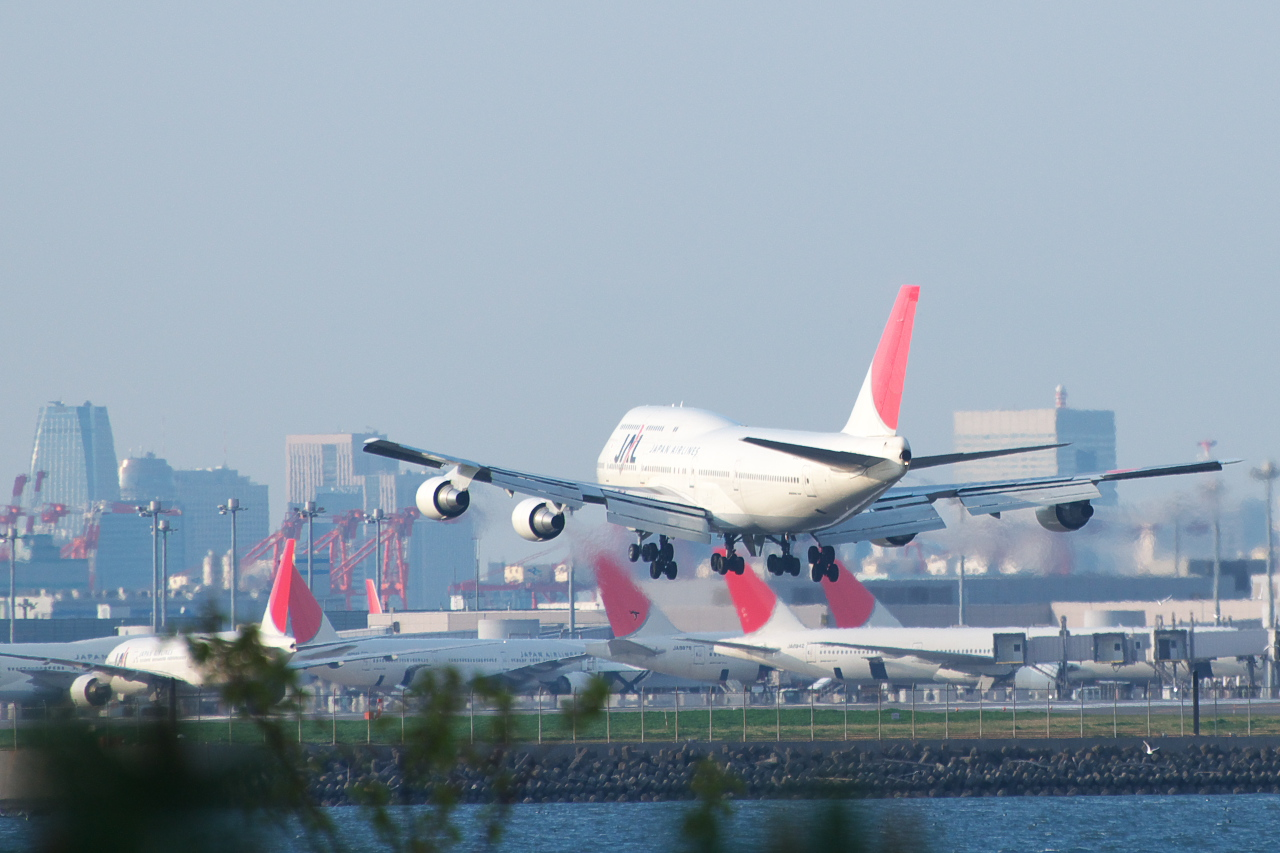
하네다 국제공항에서 이륙하는 일본항공의 보잉 747-400D
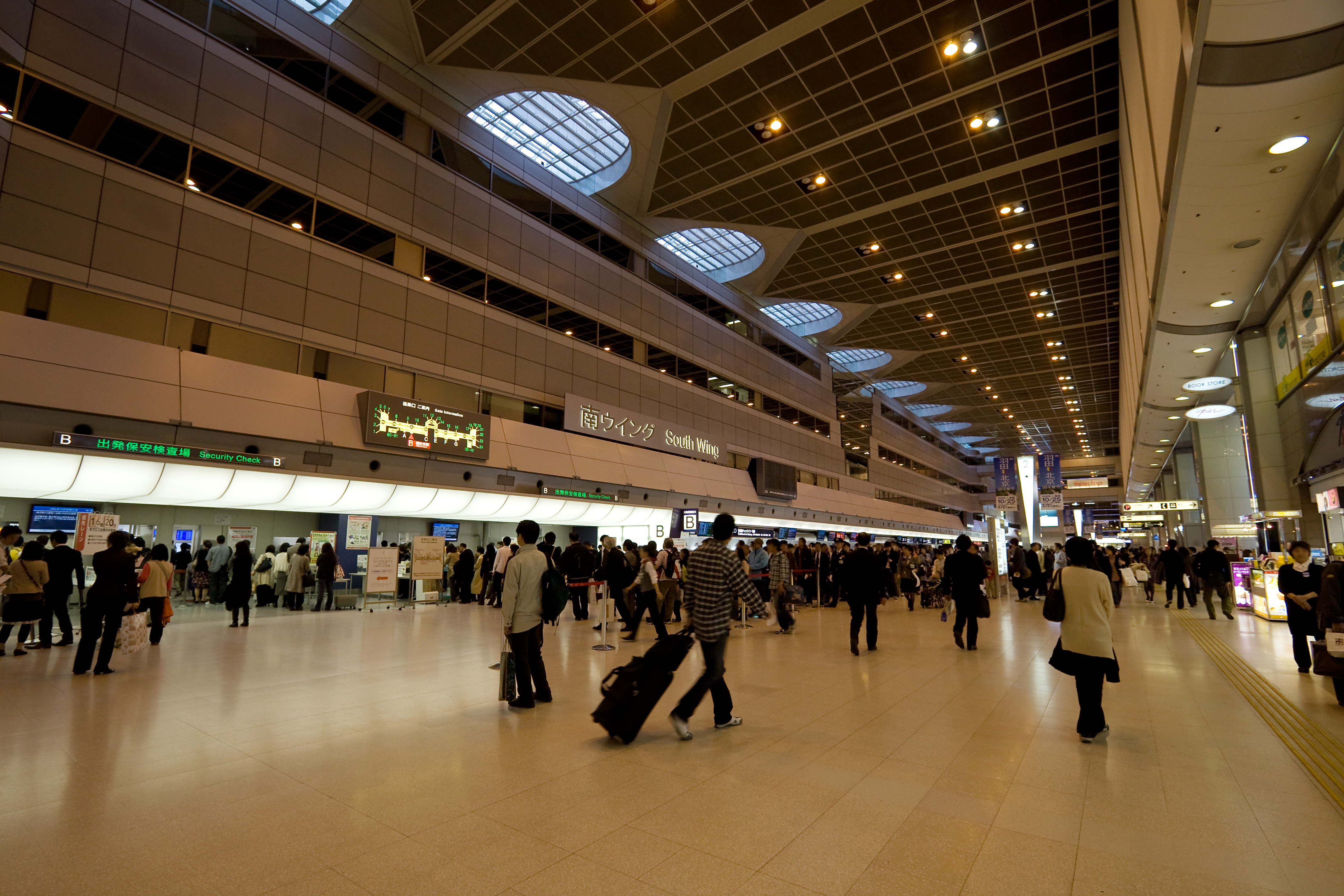
하네다 국제공항 1터미널
하네다 국제공항 2터미널
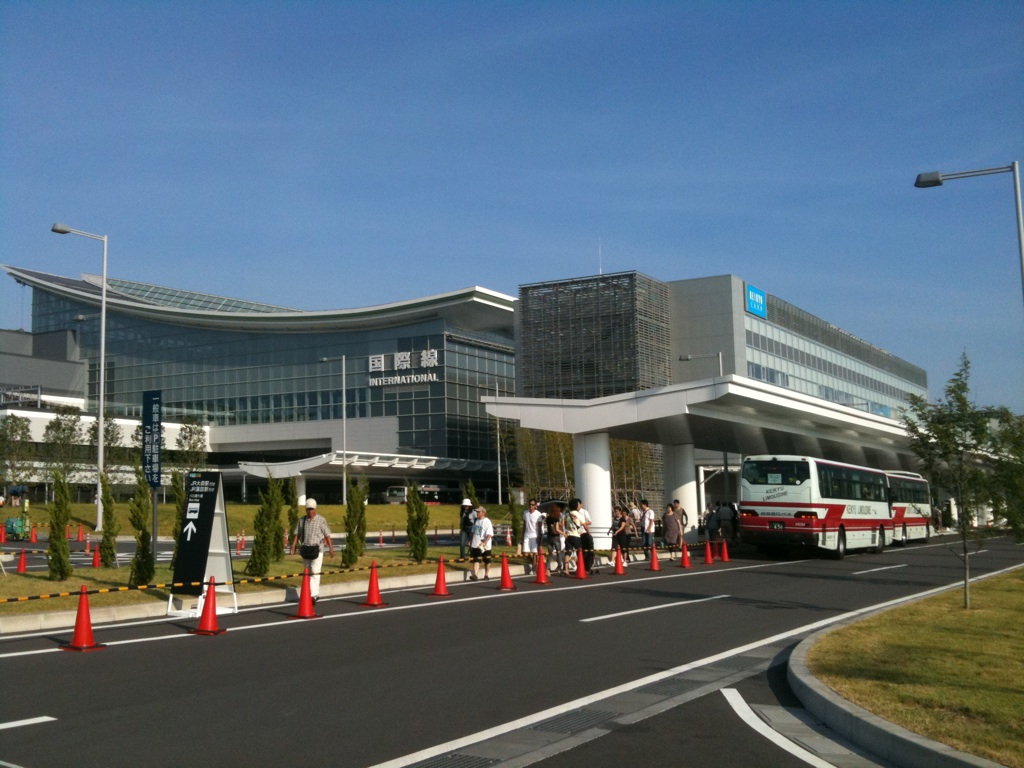
하네다 국제공항 국제선 터미널 외부
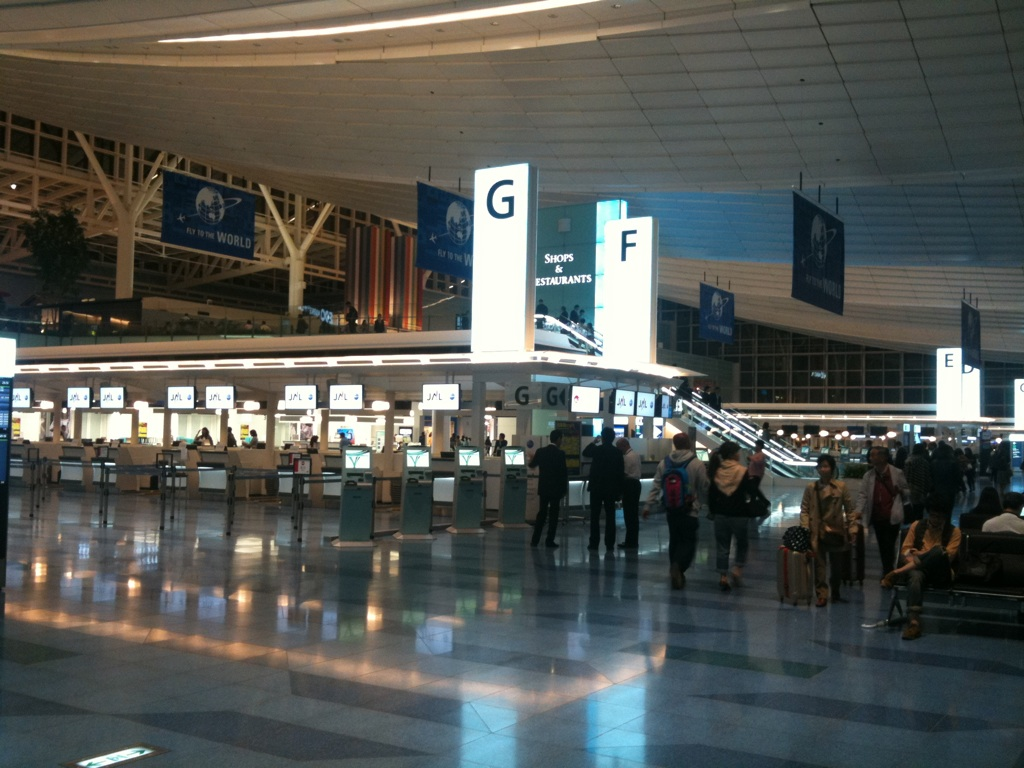
하네다 국제공항 국제선 터미널 내부
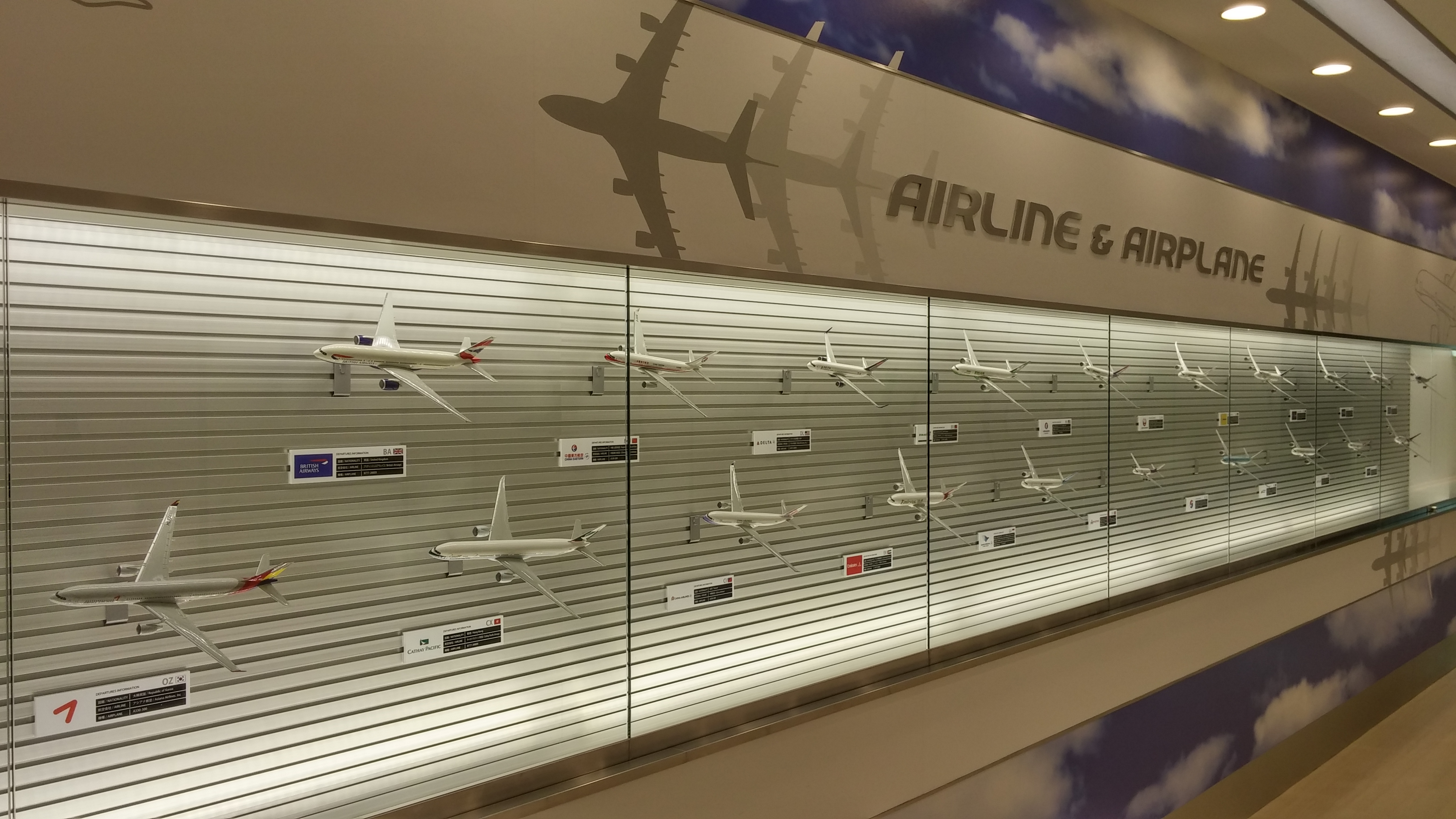
하네다 국제공항 전시관

## 같이 보기
- 나리타 국제공항
- 도쿄 헬리포트